# Hieroglyphus indicus
Hieroglyphus indicus är en insektsart som beskrevs av Mason, J.B. 1973. Hieroglyphus indicus ingår i släktet Hieroglyphus och familjen gräshoppor. Inga underarter finns listade i Catalogue of Life.